# C Pfalz 71
Der Wagen C Pfalz 71 war ein zweiachsiger Abteilwagen der 3. Klasse, der teils ohne Bremseinrichtungen, teils mit Freisitzbremse gebaut wurde. Er wurde im Wagenstandsverzeichnis der Kgl. Bayer. Staatseisenbahnen für das linksrheinische Netz von 1913 unter der Blatt-Nr. 34 geführt.

## Konstruktive Merkmale

### Untergestell
Rahmen: Mischbauform aus Walzprofilen und Holz. Die äußeren Längsträger waren aus Eisen, die Pufferbohlen und die Querträger aus Holz.
Zugeinrichtung: Schraubenkupplungen, die Zugstange war durchgehend und mittig gefedert.
Stoßeinrichtung: Die Wagen besaßen Stangenpuffer.
Laufwerk: Fachwerkachshalter, Flacheisen, kurze gerade Bauform. Gleitachslager und Radsätze mit Speichenradkörper.
Die Wagen dieser Blatt-Nr. hatten keine Bremseinrichtung, sondern nur eine durchlaufende Luftleitung.

### Wagenkasten
Rohbau: Wagenkastengerippe aus Holz, außen mit Blech und innen mit Holz verkleidet. Seitenwände an den Unterseiten leicht eingezogen, Tonnendach. Hochgesetztes Bremserhaus, beidseitig zugänglich, mit flach gewölbtem Dach. Kein Übergang an den Stirnseiten.
Innenraum: insgesamt fünf Abteile der 3. Klasse, ohne Toilette. Die Wagen hatten Sitze aus hölzernen Latten.
Heizung: Die Fahrzeuge verfügten über eine Dampfheizung und Ofenheizung. Der Wagen mit der Nummer 156 hatte nur eine Ofenheizung.
Lüftung: Kiemenlüfter an den Abteiltüren oberhalb der Fenster.
Beleuchtung: die Beleuchtung erfolgte durch Gas, der Vorratsbehälter hing in Wagenlängsrichtung am Rahmen, Inhalt 260 l.

## Skizzen, Musterblätter, Fotos

Ansicht zu Blatt 34 aus Wagenstandsverzeichnis der Pfälzischen Eisenbahnen von 1913

## Wagennummern
Die Daten sind den amtlichen Wagenpark-Verzeichnissen (siehe Literaturnachweis) der Kgl.Bayer.Staatseisenbahnen sowie dem Büchern von Emil Konrad (Reisezugwagen der deutschen Länderbahnen, Band II) und  Albert Mühl (die Pfalzbahn) entnommen.
| Blatt-Nr. Herstelld.         | Blatt-Nr. Herstelld.         | Blatt-Nr. Herstelld.         | Gattungszeichen je Epoche Wagennummern je Epoche | Gattungszeichen je Epoche Wagennummern je Epoche | Gattungszeichen je Epoche Wagennummern je Epoche | Gattungszeichen je Epoche Wagennummern je Epoche | Gattungszeichen je Epoche Wagennummern je Epoche | Gattungszeichen je Epoche Wagennummern je Epoche | Fahrwerk / Ausstattung (siehe jeweilige Legende) | Fahrwerk / Ausstattung (siehe jeweilige Legende) | Fahrwerk / Ausstattung (siehe jeweilige Legende) | Fahrwerk / Ausstattung (siehe jeweilige Legende) | Fahrwerk / Ausstattung (siehe jeweilige Legende) | Fahrwerk / Ausstattung (siehe jeweilige Legende) | Fahrwerk / Ausstattung (siehe jeweilige Legende) | Fahrwerk / Ausstattung (siehe jeweilige Legende) | Fahrwerk / Ausstattung (siehe jeweilige Legende) | Fahrwerk / Ausstattung (siehe jeweilige Legende) | Zusatzinfos                              |
| Bau- jahr                    | Her- steller                 | Anz.                         | ab 1894                                          | ab 1907                                          | Rep. (1919)                                      | DR (ab 1923)                                     | Ausge- mustert                                   | letzt. Heimat-Bf.                                | Brem- sen                                        | Bl.                                              | Hz.                                              | Art u.Anz. Abteile (Sitze je Klasse)             | Art u.Anz. Abteile (Sitze je Klasse)             | Art u.Anz. Abteile (Sitze je Klasse)             | Art u.Anz. Abteile (Sitze je Klasse)             | Art u.Anz. Abteile (Sitze je Klasse)             | Mil.                                             | Mil.                                             | Bemer- kung                              |
| Blatt-Nr. aus WV von Gattung | Blatt-Nr. aus WV von Gattung | Blatt-Nr. aus WV von Gattung | 1897 BCL                                         | 34 1913 C                                        |                                                  | C Pfalz 71                                       |                                                  |                                                  |                                                  |                                                  |                                                  | A                                                | 1.                                               | 2.                                               | 3.                                               | 4.                                               | O                                                | M                                                |                                          |
| ---------------------------- | ---------------------------- | ---------------------------- | ------------------------------------------------ | ------------------------------------------------ | ------------------------------------------------ | ------------------------------------------------ | ------------------------------------------------ | ------------------------------------------------ | ------------------------------------------------ | ------------------------------------------------ | ------------------------------------------------ | ------------------------------------------------ | ------------------------------------------------ | ------------------------------------------------ | ------------------------------------------------ | ------------------------------------------------ | ------------------------------------------------ | ------------------------------------------------ | ---------------------------------------- |
| 1871                         |                              | 2                            | 156                                              | 156                                              |                                                  |                                                  |                                                  |                                                  | Ll                                               | G                                                | O                                                |                                                  |                                                  |                                                  | 4 ¾ (48)                                         |                                                  |                                                  | 38                                               | Beschaffung auf Rechnung der Ludwigsbahn |
| 1871                         | 177                          | 2                            | 177                                              |                                                  |                                                  |                                                  | D;O                                              |                                                  | Ll                                               | G                                                |                                                  |                                                  |                                                  |                                                  | 4 ¾ (48)                                         |                                                  |                                                  | 38                                               | Beschaffung auf Rechnung der Ludwigsbahn |
| 1873                         |                              | 2                            | 3 070                                            | 3 070                                            |                                                  |                                                  | D;O                                              |                                                  | Ll                                               | G                                                |                                                  | Beschaffung auf Rechnung der Maximiliansbahn     |                                                  |                                                  | 4 ¾ (48)                                         |                                                  |                                                  | 38                                               |                                          |
| 1873                         | 5 068                        | 2                            | 5 068                                            |                                                  |                                                  |                                                  | D;O                                              | Beschaffung auf Rechnung der Nordbahnen          | Ll                                               | G                                                |                                                  |                                                  |                                                  |                                                  | 4 ¾ (48)                                         |                                                  |                                                  | 38                                               |                                          |